# Amaracarpus trichocalyx
Amaracarpus trichocalyx är en måreväxtart som beskrevs av Theodoric Valeton. Amaracarpus trichocalyx ingår i släktet Amaracarpus och familjen måreväxter. Inga underarter finns listade i Catalogue of Life.